# Mooney M20
Les Mooney M20 forment une famille d'avions à piston à ailes basses et train tricycle fabriquée par le constructeur américain Mooney. Il s'agit du 20e type d'avions conçu par Al Mooney - celui qui a connu le plus de succès. Entre les premiers modèles des années 1950 et ceux des années les plus récentes, le type a connu de nombreuses variantes déclinant les lettres de l'alphabet de M20A à M20V...
La famille des M20 a été produite avec 3 sortes de fuselage : courts, moyens ou longs. Mis à part le M20D, le train est rétractable. L'empennage est caractéristique avec un bord d'attaque vertical qui permet de reconnaître facilement un avion de la famille.
Les Mooney M20 comportent tous 4 sièges, certains permettent d'emmener une cinquième personne.
En novembre 2008, la société a décidé de suspendre la production de ces avions puis a décidé de l'arrêter définitivement en octobre 2011... avant de la reprendre en 2014 après l'arrivée d'un nouvel actionnaire.

## Quelques variantes

### M20
Le modèle original a reçu son certificat de type le 24 août 1955. Il a été produit à 200 unités jusqu'en 1958.

### M20J 201

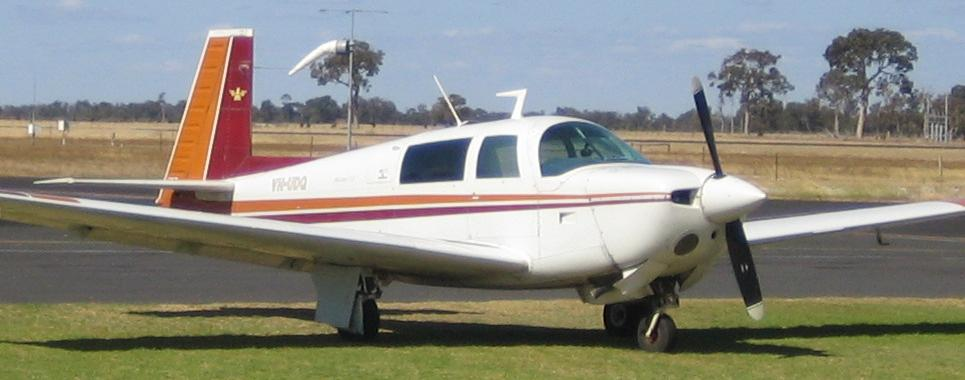
Mooney M20J 201

Mooney a recruté Roy LoPresti en 1973 pour améliorer l'aérodynamique de ses modèles M20F. Le M20J a été certifié en 1976, produit à partir de 1977 et marqueté sous le nom Mooney 201 car il atteignait la vitesse de 201 mph (323 km/h) en croisière. Il dispose d'un moteur Lycoming O-360 de 200 ch.
Une amélioration majeure de ce modèle réside dans la disposition du tableau de bord qui propose une configuration standard nettement plus pratique pour les pilotes IFR.
Il en résulte un avion capable de voler à une vitesse vraie de 300 km/h à 2 000 m d'altitude en consommant 44 litres de carburant à l'heure avec un régime moteur de 2 500 tr/min.

### M20K 231 et 252 TSE
En 1979, la société produit son premier avion à moteur turbocompressé : le M20K 231 (prévu pour voler à 372 km/h). Il s'agit d'une amélioration du 201 avec une aile allongée, un moteur Continental à 6 cylindres et un réservoir de 300 litres. De là et jusqu'en 1986, seuls les M20J et M20K ont été proposés à la vente.
Le modèle suivant, le M20K 252 apparaît en 1986 avec une vitesse maximale de 406 km/h. Il remplace le 231. Son moteur Continental TSI0-360-GB de 210 ch doit être adapté pour pouvoir opérer par fortes températures extérieures et reçoit un intercooler.

### M20M TLS et TLS Bravo

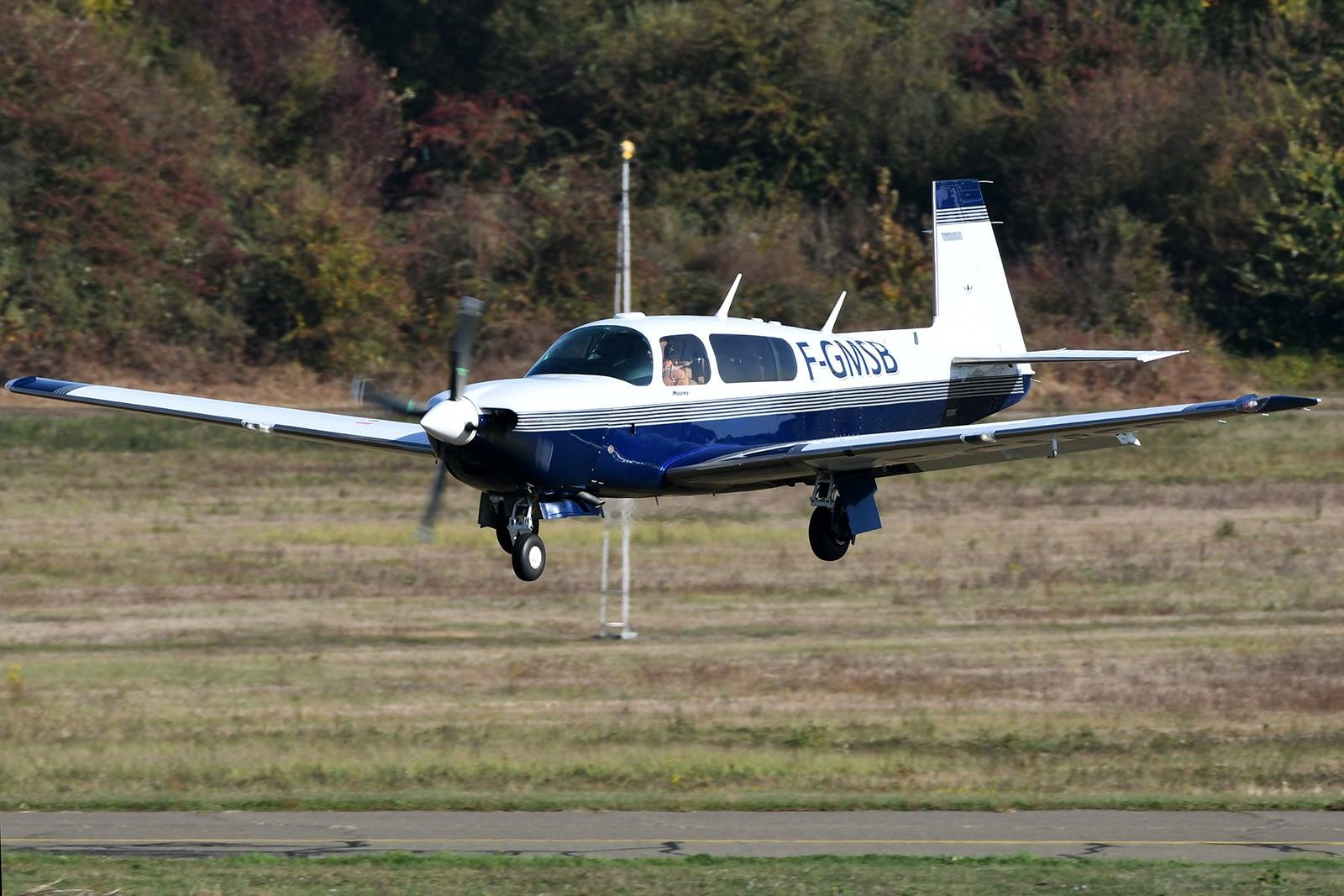
Mooney M20M Bravo

Le M20M a été certifié le 28 juin 1989 et baptisé Turbo-Lycoming-Sabre. Il a disposé d'un moteur turbocompressé Lycoming TIO-540-AF1A remplacé par le modèle plus fiable TIO-540-AF1B (modèle M20M Bravo) de 270 ch. Assez rapidement, ces modèles ont été équipés d'un système de dégivrage TKS. Il a été conçu pour atteindre 400 km/h à une altitude de 7 600 m.
314 avions de ce type ont été produits jusqu'en 2001.

### M20R Ovation

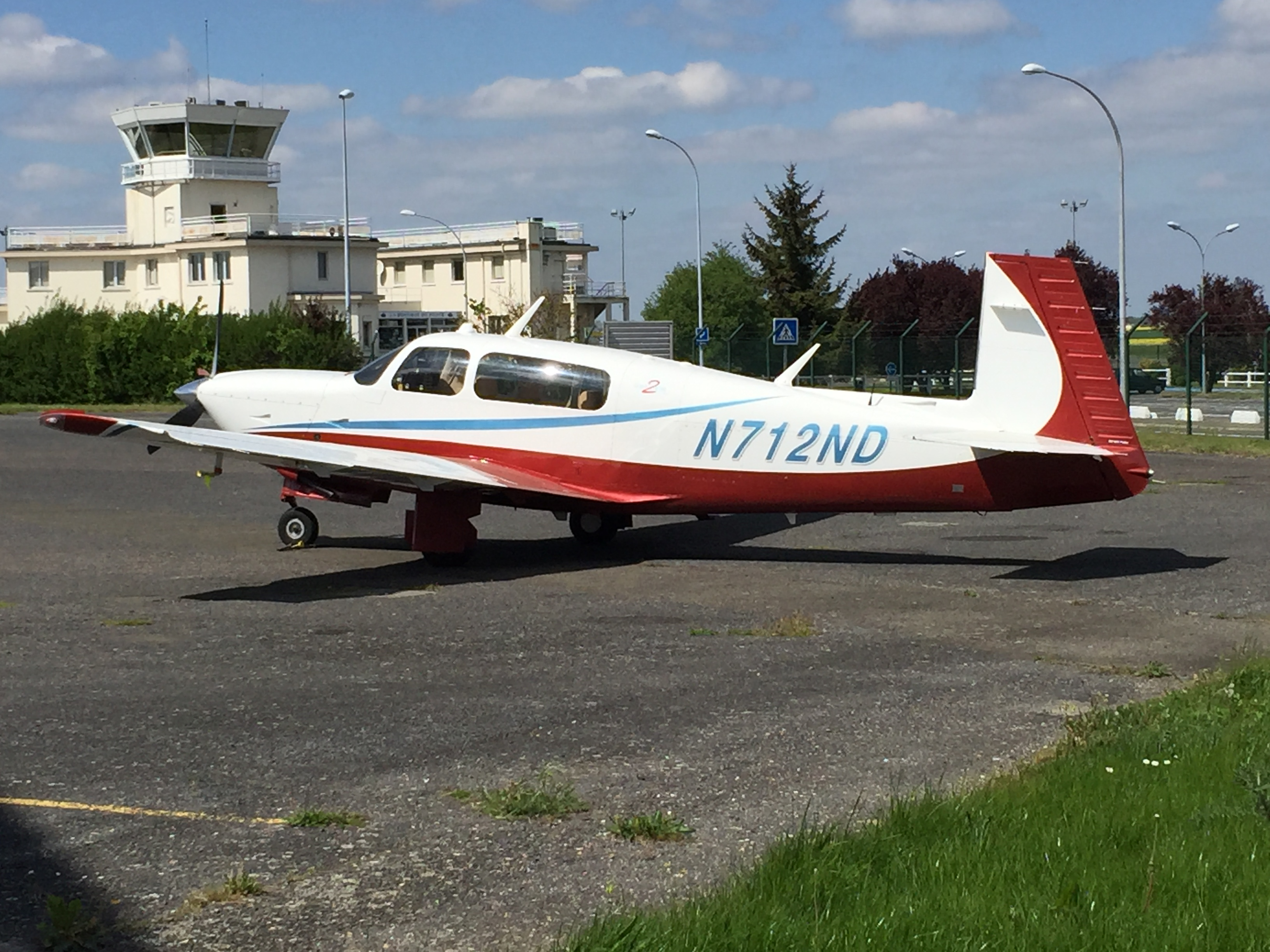
Mooney M20R Ovation2

Il a été introduit à partir de 1994 comme réponse aux nombreux rétrofits de modèles plus anciens avec des moteurs plus puissants.
Le modèle Ovation2 a été produit à partir de 2000 notamment avec une hélice spécialement conçue permettant d'améliorer ses performances et d'atteindre une vitesse de 350 km/h. Son moteur Continental IO-550-G de 6 cylindres délivre 280 ch à 2 500 tr/min.
Le modèle Ovation3 se distingue principalement par sa puissance accrue avec le même moteur poussé à 310 ch (à 2 700 tr/min) qui en fait l'avion Mooney le plus puissant et lui permet d'obtenir d'excellentes performances à des altitudes comprises entre 1 500 et 2 400 m.
Il s'agit d'un avion de tourisme de 4 places, à train rentrant, extrêmement performant, avec une cabine un peu exigüe. Il est équipé d'une avionique Garmin G1000 avec des options telles que dégivrage TKS et climatisation.

### M20TN Acclaim
Le M20TN est introduit en 2006. Il est équipé du moteur Continental TSIO-550-G comprenant 2 turbos (310 ch)

### M20U Ovation Ultra
Il s'agit d'une évolution du M20R Ovation, toujours équipé du moteur Continental IO-550-G, avec notamment
- une porte côté pilote,
- une avionique améliorée,
- un intérieur renouvelé,
- une verrière partiellement en composite.

Il est équipé du Garmin G1000 NXi.
Il a été certifié aux États-Unis le 22 mars 2017.
Il est annoncé à un prix de 689 000 dollars hors taxes.

### M20V Acclaim Ultra

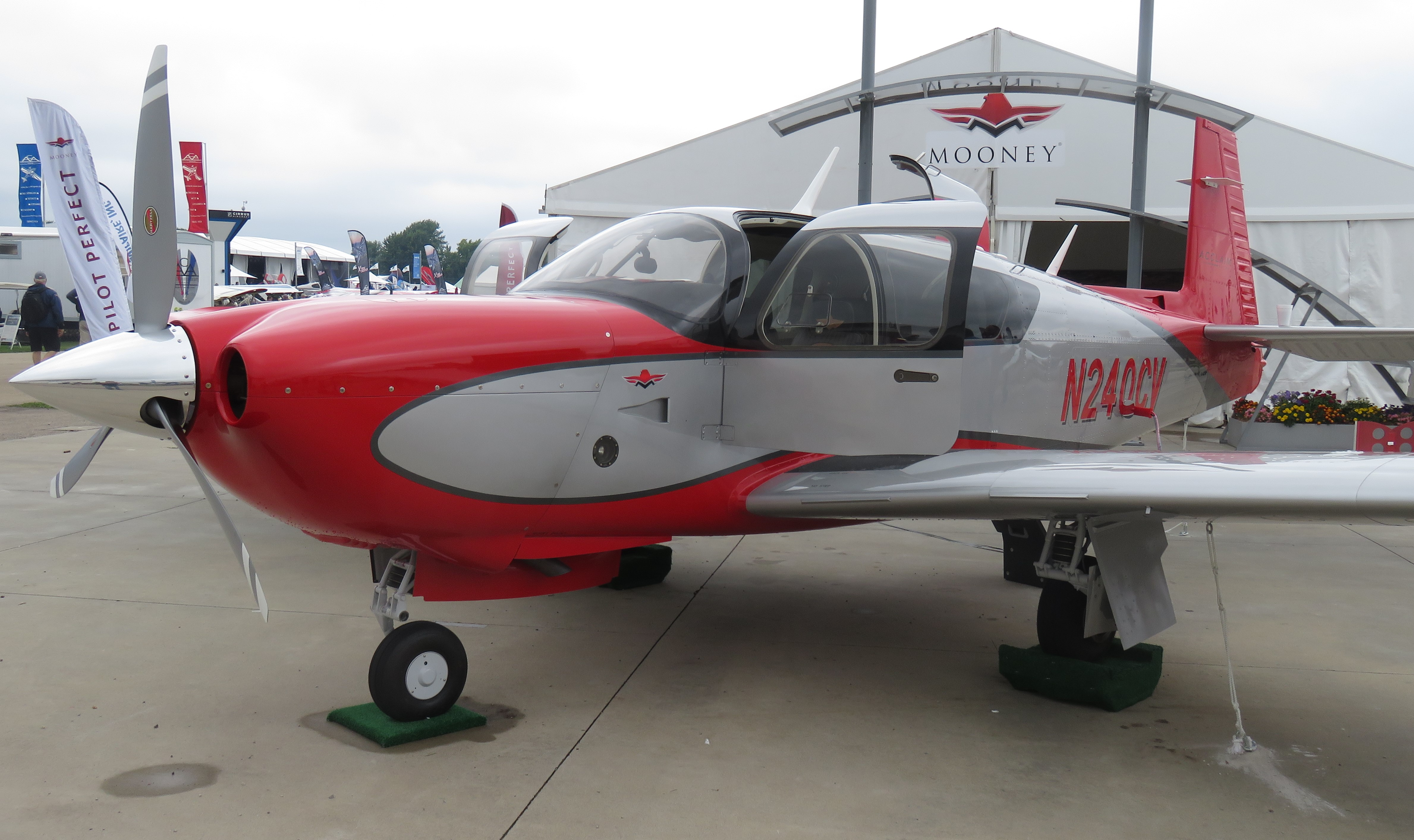
Mooney M20V Acclaim Ultra avec une porte côté pilote

Il s'agit d'une évolution du M20TN Acclaim, toujours équipé du moteur Continental TSIO-550-G comprenant 2 turbos, avec notamment :
- une porte côté pilote,
- une avionique améliorée,
- un intérieur renouvelé,
- une verrière partiellement en composite.

Il est équipé du Garmin G1000 NXi.
Il a été certifié aux États-Unis le 22 mars 2017.
Il est annoncé à un prix de 769 000 dollars hors taxes.

## Ventes
| Années             | 1996 | 1997 | 1998 | 1999 | 2000 | 2001 | 2002 | 2003 | 2004 | 2005 | 2006 | 2007 | 2008 | 2009 | 2010 | 2011 | 2012 | 2013 | 2014 | 2015 | 2016 | 2017 | 2018 |
| ------------------ | ---- | ---- | ---- | ---- | ---- | ---- | ---- | ---- | ---- | ---- | ---- | ---- | ---- | ---- | ---- | ---- | ---- | ---- | ---- | ---- | ---- | ---- | ---- |
| M20J Allegro       | 25   | 19   | 17   | -    | -    | -    | -    | -    | -    | -    | -    | -    | -    | -    | -    | -    | -    | -    | -    | -    | -    | -    | -    |
| M20K Encore        | -    | 15   | 18   | -    | -    | -    | -    | -    | -    | -    | -    | -    | -    | -    | -    | -    | -    | -    | -    | -    | -    | -    | -    |
| M20M Bravo         | 15   | 18   | 17   | 25   | 26   | 8    | 0    | 5    | 9    | 20   | 5    | 1    | -    | -    | -    | -    | -    | -    | -    | -    | -    | -    | -    |
| M20R Ovation       | 33   | 34   | 41   | 34   | 55   | 16   | 8    | 30   | 28   | 65   | 63   | 20   | 21   | 4    | 0    | 0    | 0    | 0    | 0    | 3    | 1    | 2    | -    |
| M20S Eagle         | -    | -    | -    | 38   | 19   | 5    | 2    | 1    | -    | -    | -    | -    | -    | -    | -    | -    | -    | -    | -    | 8    | -    | -    | -    |
| M20TN Acclaim      | -    | -    | -    | -    | -    | -    | -    | -    | -    | -    | 7    | 58   | 44   | 15   | 2    | 0    | 0    | 0    | 1    | 0    | 6    | 1    | -    |
| M20U Ovation Ultra | -    | -    | -    | -    | -    | -    | -    | -    | -    | -    | -    | -    | -    | -    | -    | -    | -    | -    | -    | -    | -    | 3    | 7    |
| M20V Acclaim Ultra | -    | -    | -    | -    | -    | -    | -    | -    | -    | -    | -    | -    | -    | -    | -    | -    | -    | -    | -    | -    | -    | 1    | 7    |

## Galerie photo

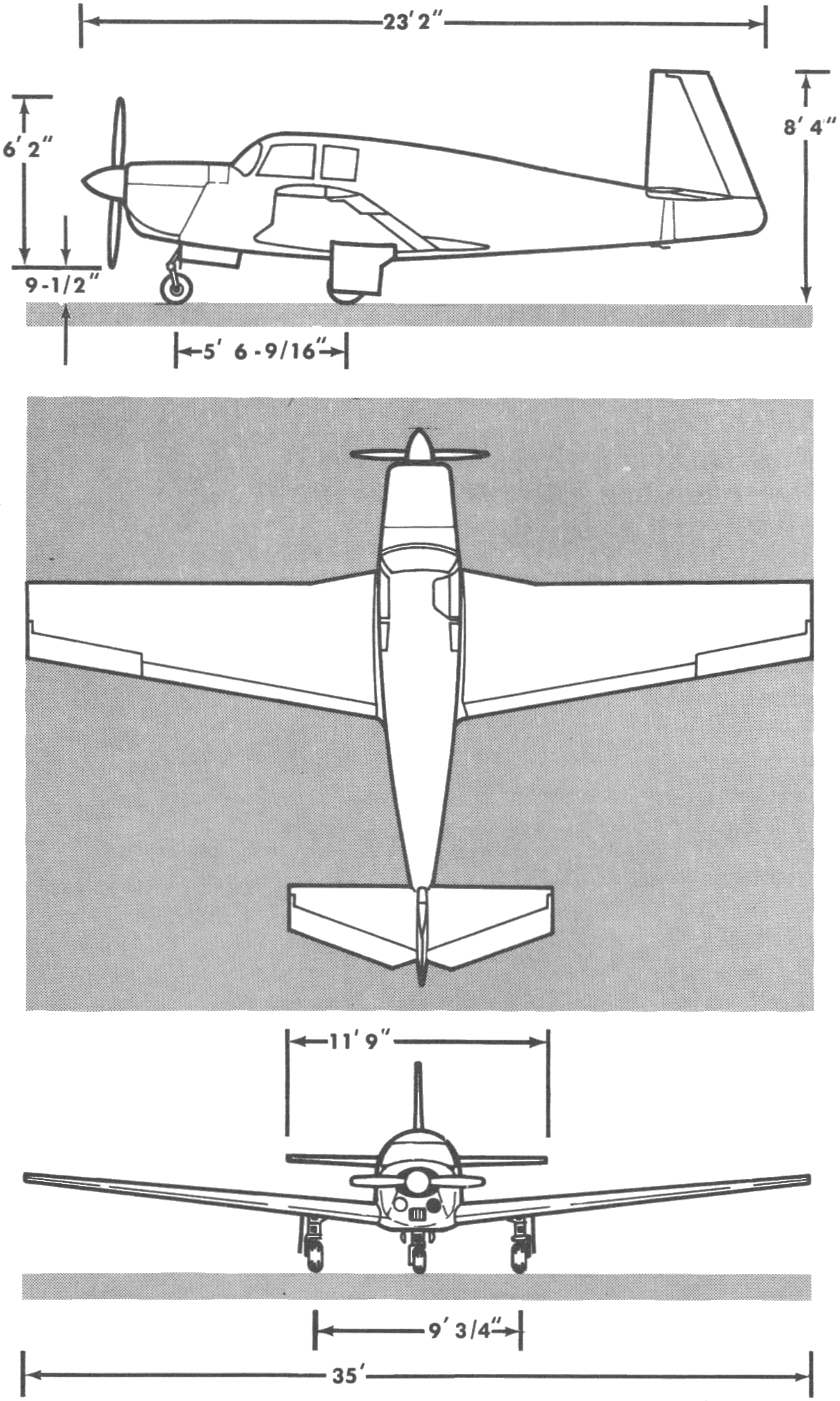
M20C Ranger
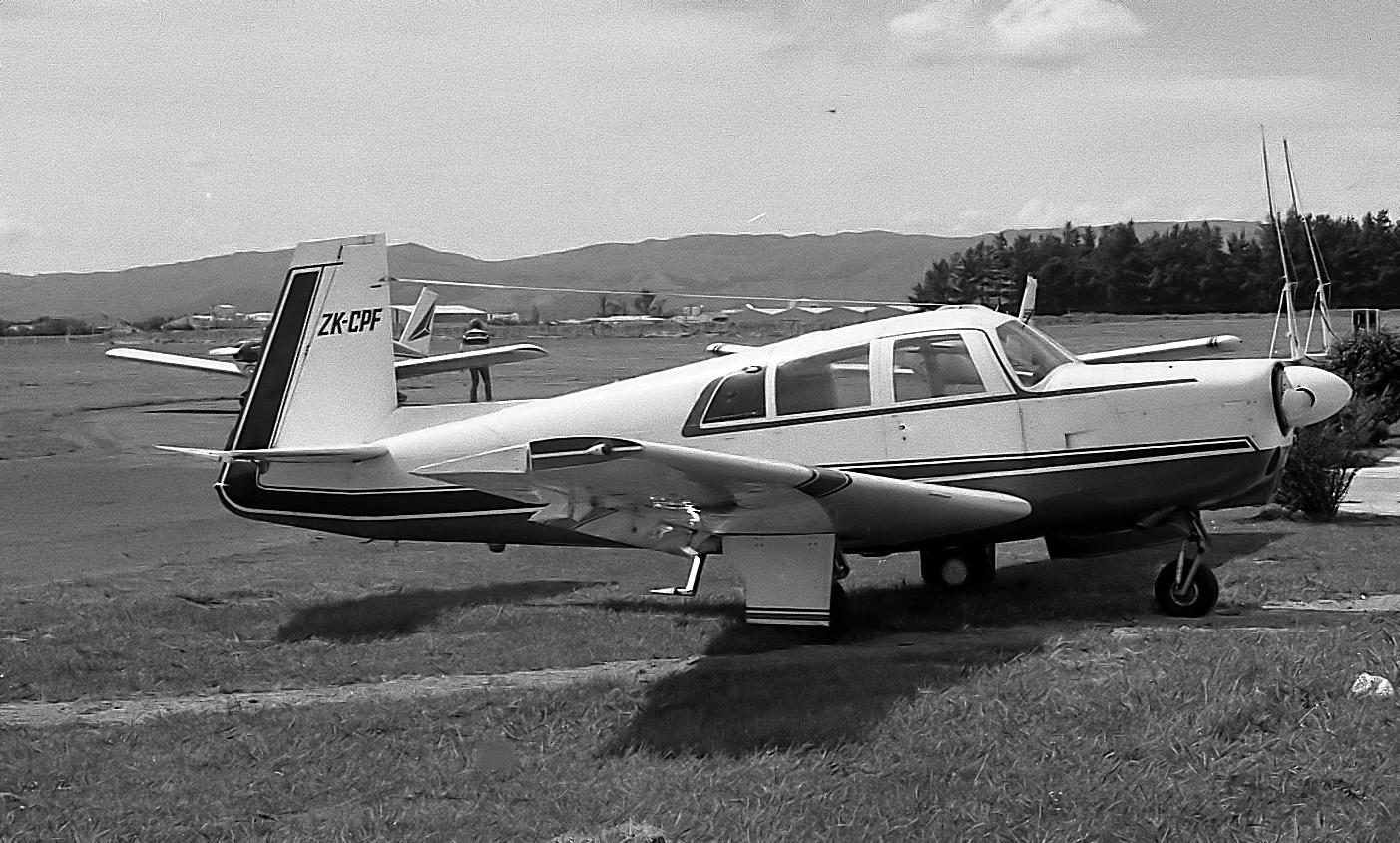
M20
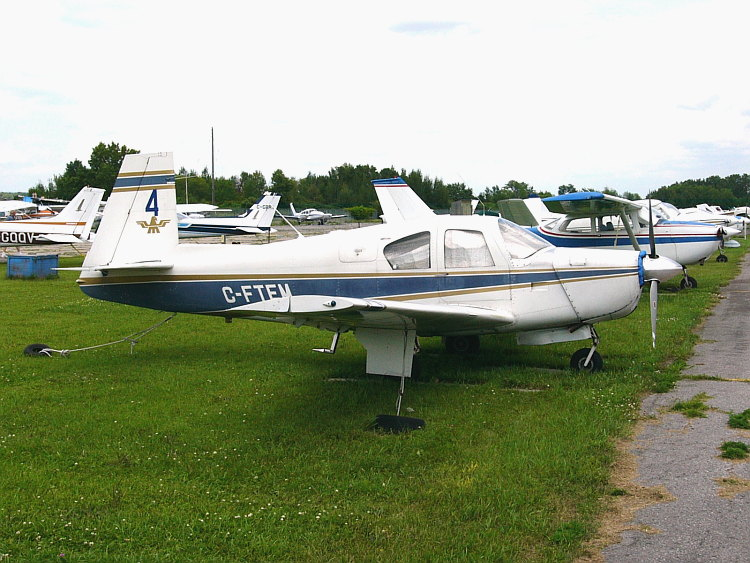
M20E
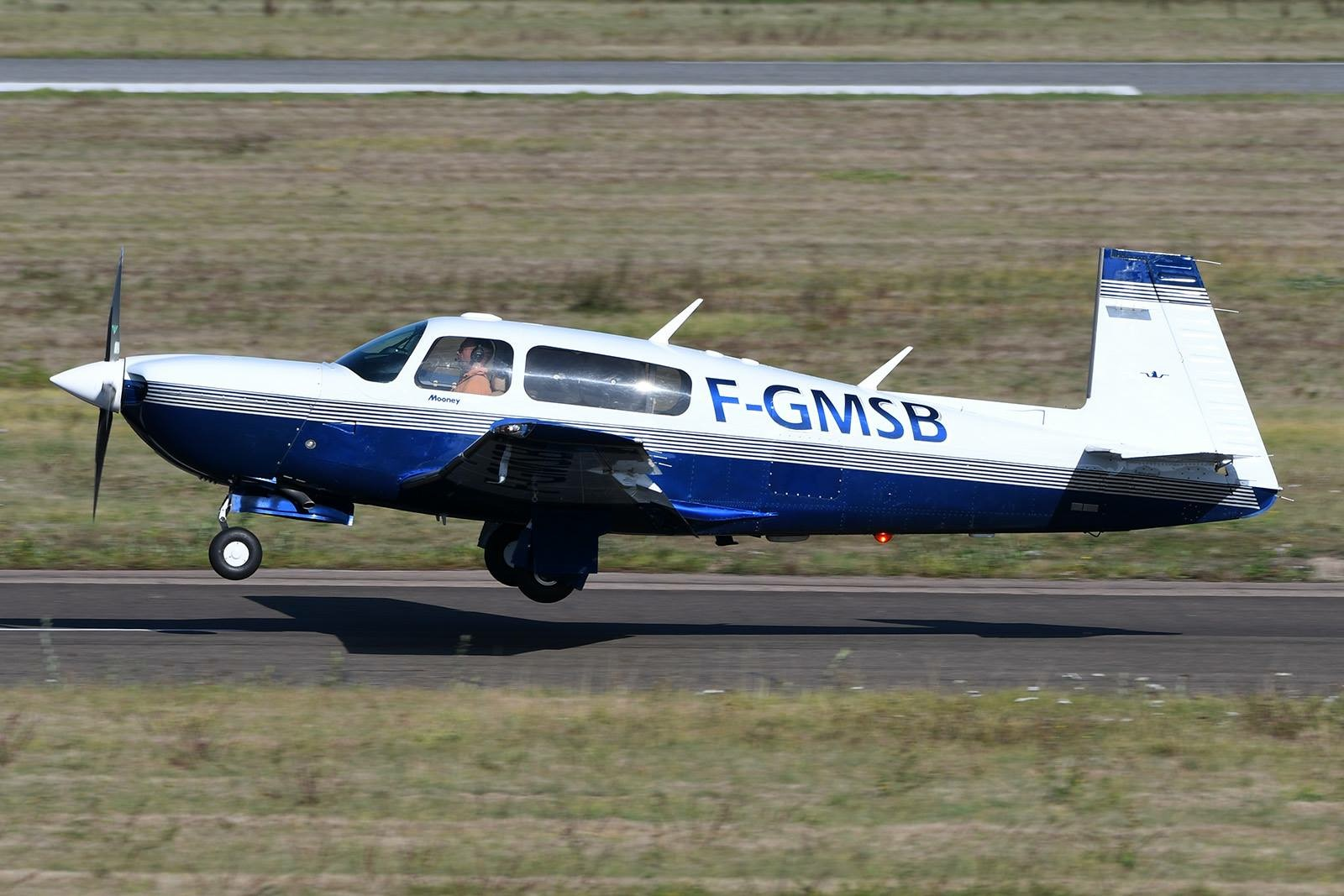
M20M
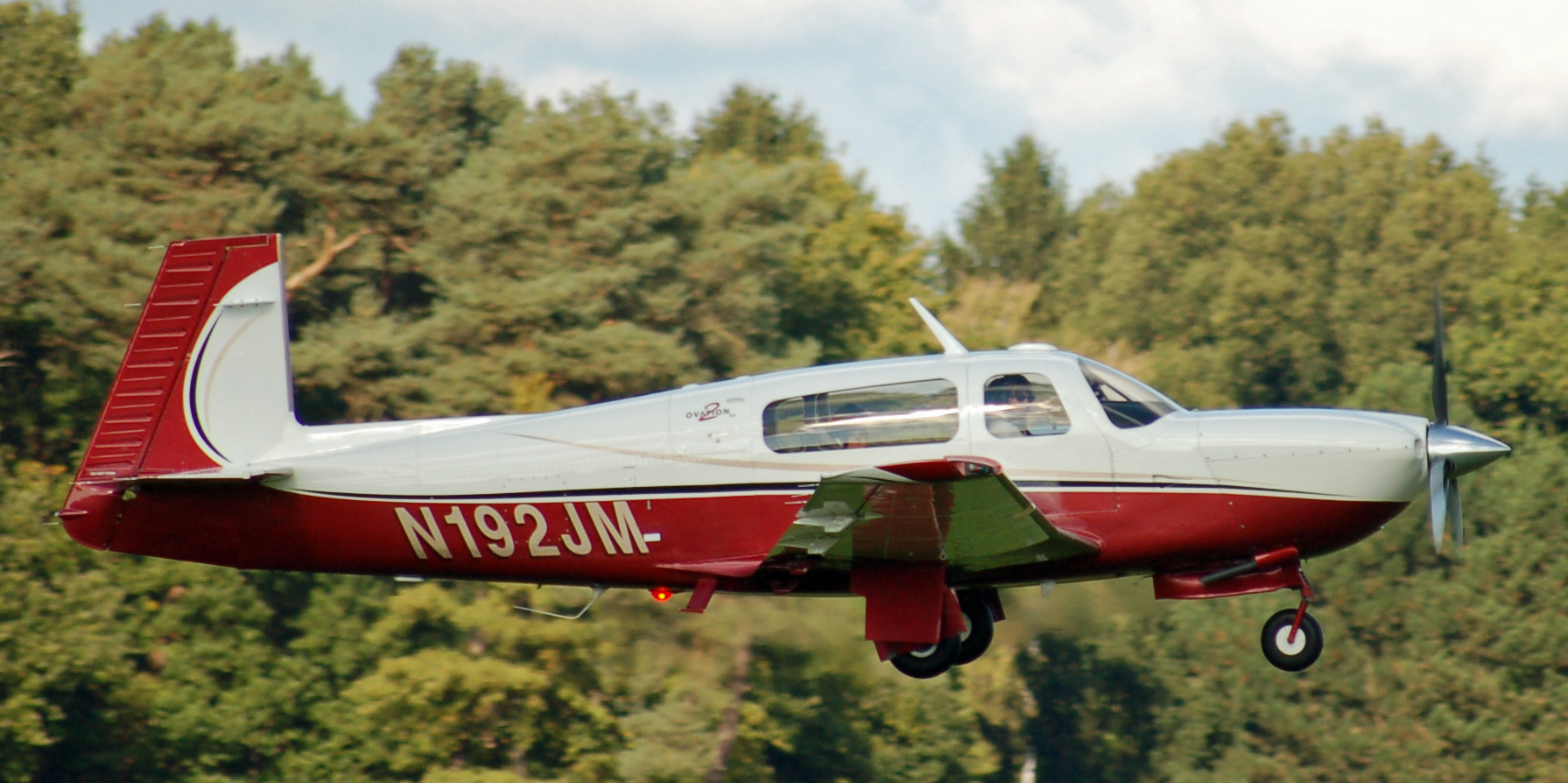
M20R
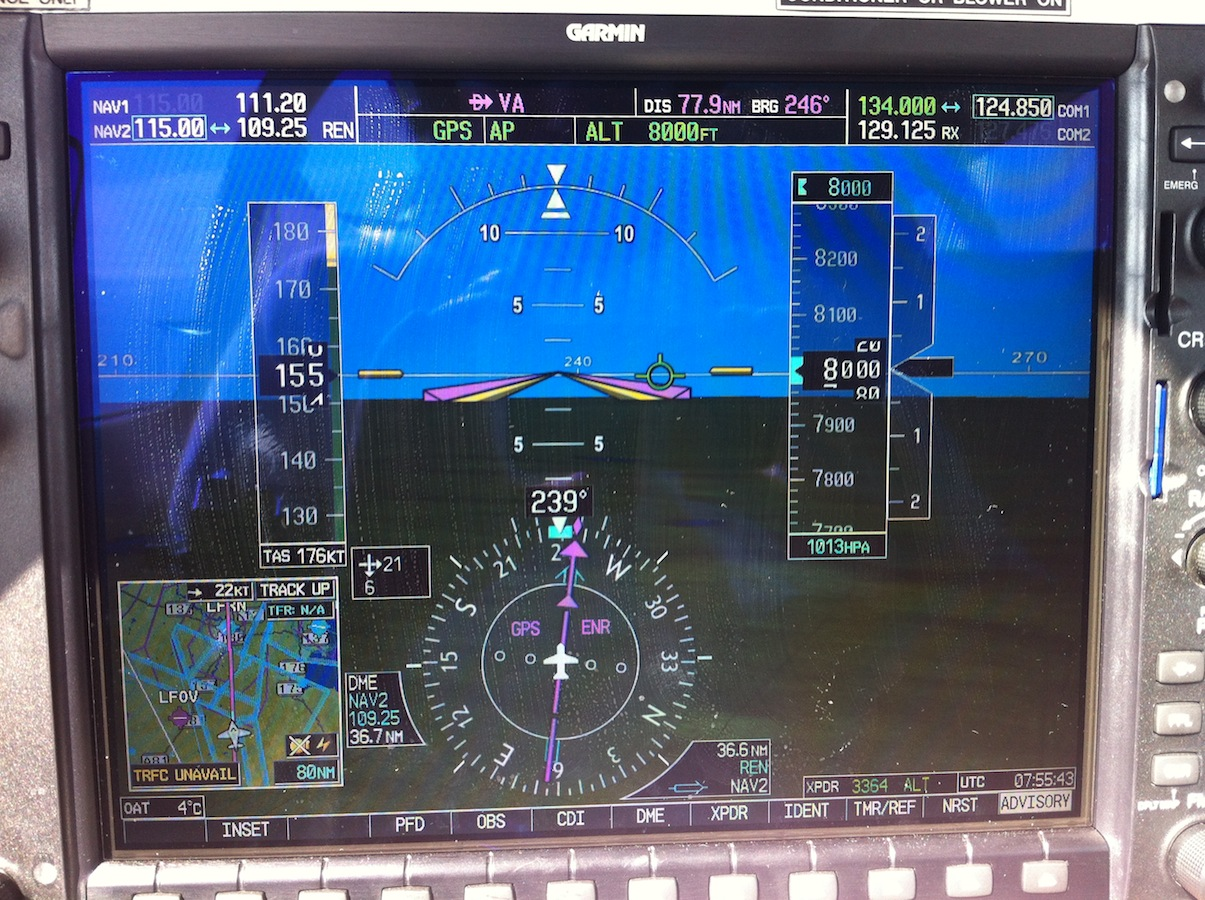
Écran principal en vol sur un Mooney M20R